# Ribeiro Gonçalves
Ribeiro Gonçalves est une municipalité brésilienne située dans l'État du Piauí.